# Велика синагога в Освенцимі
Велика синагога в Освенцимі — найбільша синагога в Освенцимі, Польща, яка діяла до Другої світової війни і була зруйнована в листопаді 1939 року.

## Історія

### Стара синагога
Перша згадка про синагогу в Освенцимі відноситься до 1588 року. Ймовірно, вона була створениа приблизно в тому ж році. Архівні документи свідчать про те, що городянин з Освенцима Ян Петрашевський придбав або продав свою землю місцевій єврейській громаді, щоб вони могли побудувати свою синагогу і кладовище. Перша синагога, швидше за все, була побудована з дерева. Ця дерев'яна синагога, ймовірно, була зруйнована під час шведського потопу.
Протягом століть будівля двічі руйнувалася пожежами. Перший раз це було 6 липня 1711 року. Після цієї пожежі було збудовано кам'яну синагогу. Ще одна пожежа пошкодила будівлю в 1863 році.

### Велика синагога
Остання синагога, Велика синагога, була побудована в 1873 році після останньої пожежі на місці раніше існуючої синагоги. Між 1899 і 1900 роками вона була перебудована архітектором Карлом Корном. Будівля отримала презентабельний, щедро розписаний фасад з елементами неороманського, неоготичного і мавританського стилів. Фасад будівлі був витриманий в репрезентативному стилі, як і в інших синагогах, спроектованих Корном. Синагога була першою будівлею в місті, в якому було встановлено електричне освітлення; вперше світло було включено в 1925 році.
Храм був зруйнований нацистськими солдатами в ніч з 29 на 30 листопада 1939 року. У 1941 році його руїни були знесені, а територія використовувалася для будівництва бомбосховищ.

### Після Другої світової війни
Після війни синагога не була відновлена. Місце, де вона стояла, пустувало протягом багатьох років. Вона була залишена як свідчення подій, що відбувалися під час війни.
У 2004 році на місці Великої синагоги були проведені археологічні розкопки. В ході робіт було знайдено близько 400 предметів, що включають обладнання синагоги, в тому числі люстри, мідні лампи Нер тамід, фрагменти меблів і прикрас, декоративну плитку для підлоги, мармурові елементи Арон Кодеш, церемоніальне блюдо для миття рук, обвуглені фрагменти молитовників і пам'ятні таблички. Більшість предметів датується другою половиною 19 століття. Знахідка була передана в єврейський центр Аушвіц в Освенцимі, де артефакти були каталогізовані, інвентаризовані і відновлені.
Деякі експонати виставлені на постійній виставці в єврейському музеї.
Майже через 80 років після руйнування синагоги жителі Освенцима вирішили створити на цьому місці Меморіальний парк Великої синагоги як місце пам'яті і роздумів. Проект був ініційований єврейським центром Аушвіц в Освенцимі і здійснений завдяки збору коштів, в якому взяли участь жителі, місцеві підприємці, державні установи та нащадки освенцимських євреїв. Парк був відкритий 28 листопада 2019 року.

### Історія релігійної громади
Початок єврейського поселення в Освенцімі офіційно почався в першій половині 16 століття, тому до Другої світової війни громаді було більше 400 років. Можливо, що раніше в місті проживали євреї через торгові шляхи і поруч з іншими торговими центрами, але це не підтверджено документами. Спочатку центр єврейського життя розташовувався в північній частині міста, але з часом громада переїхала і влаштувалася в південній частині. Район Освенцимського замку та вулиці жидівської (сьогодні вулиця Берка Йоселевича) став центральним районом єврейського життя. Згідно з дослідженням Артура Шиндлера, євреї жили і в інших частинах міста. Початок 20 століття був періодом процвітання єврейської громади і всього міста. У місті були дуже процвітаючі фабрики, що виробляють папір, хімічну продукцію та інші товари.
У Великій синагозі були присутні в основному представники прогресивної єврейської інтелігенції (включаючи лікарів, юристів, підприємців і чиновників), а також в обмеженій мірі традиціоналісти. Синагога, розрахована на 2000 місць, була відома як Велика синагога, оскільки виконувала представницькі функції для місцевої єврейської громади. Чудова будівля храму була видно на міському горизонті і символізувала важливість єврейської громади. Релігійне життя єврейської громади Освенцима зосередилося навколо синагоги. Головними рабинами, які проводили служби в синагозі в 1873—1939 роках, були: Лазар Мюнц, Шломо Халберстам, Авраам Шнур, Осіас Пінкас Бомбах і його останній син Еліаш Бомбах.
До Другої світової війни більше половини населення Освенцима становили євреї. У місті налічувалося близько 20 синагог.

## Архітектура Великої синагоги
Зовнішній вигляд синагоги до реконструкції, що закінчилася в 1900 році, і інтер'єр невідомі, оскільки не збереглося ні фотографій, ні архітектурних планів. Новий дизайн будівлі був розроблений Карлом Корном в період з 1899 по 1900 рік. Дизайн відомий за збереженими фотографіями початку 20 століття. Корн був відомим польським архітектором з Бельсько, який також проектував синагоги в Бяла і Вадовиці.
Цегляна будівля синагоги було зведено в прямокутному плані. Всередині був вестибюль, з якого можна було потрапити в головний молитовний зал. Він був оточений з трьох сторін галереями для жінок, до яких вели окремі входи і сходи. Всередині було 2000 посадочних місць. На початку 20-го століття були прибудовані прибудови на північ і південь, що заповнили порожній простір на схилі, на якому була зведена синагога.
Синагога мала представницький, багато прикрашений фасад з елементами неороманського, неоготичного, мавританського і аркадного стилів. Деталі декору йдеться про прикрасу синагоги Темпель на вулиці Міодова в Кракові. Інші джерела натхнення для його архітектурного дизайну можна побачити в німецькій архітектурі, наприклад, в Гамбурзькій синагозі Альбрехта Розенгартена. Будівля була увінчана двома цибулинними куполами.